# Єлов Кланаць
44°59′ пн. ш. 15°37′ сх. д. / 44.99° пн. ш. 15.62° сх. д.
Єлов Кланаць (хорв. Jelov Klanac) — населений пункт у Хорватії, у Карловацькій жупанії у складі громади Раковиця.

## Населення
Населення за даними перепису 2011 року становило 85 осіб.
Динаміка чисельності населення поселення: